# کیتی مارچانت
کیتی مارچانت (انگلیسی: Katy Marchant؛ زادهٔ ۳۰ ژانویهٔ ۱۹۹۳) دوچرخه‌سوار زن اهل بریتانیا است.
وی در مسابقات کشوری و بین‌المللی در مجموع برندهٔ ۲ مدال برنز شده‌است.